# День штурманської служби авіації Збройних сил України
День штурманської служби авіації Збройних сил України — професійне свято, засноване наказом Міністра оборони України в 2008 році.
Відмічається щороку 28 лютого.